# Posterholt
Posterholt est un village néerlandais situé dans la commune de Roerdalen, dans la province du Limbourg néerlandais. Le 1er janvier 2007, le village comptait 4 420 habitants.

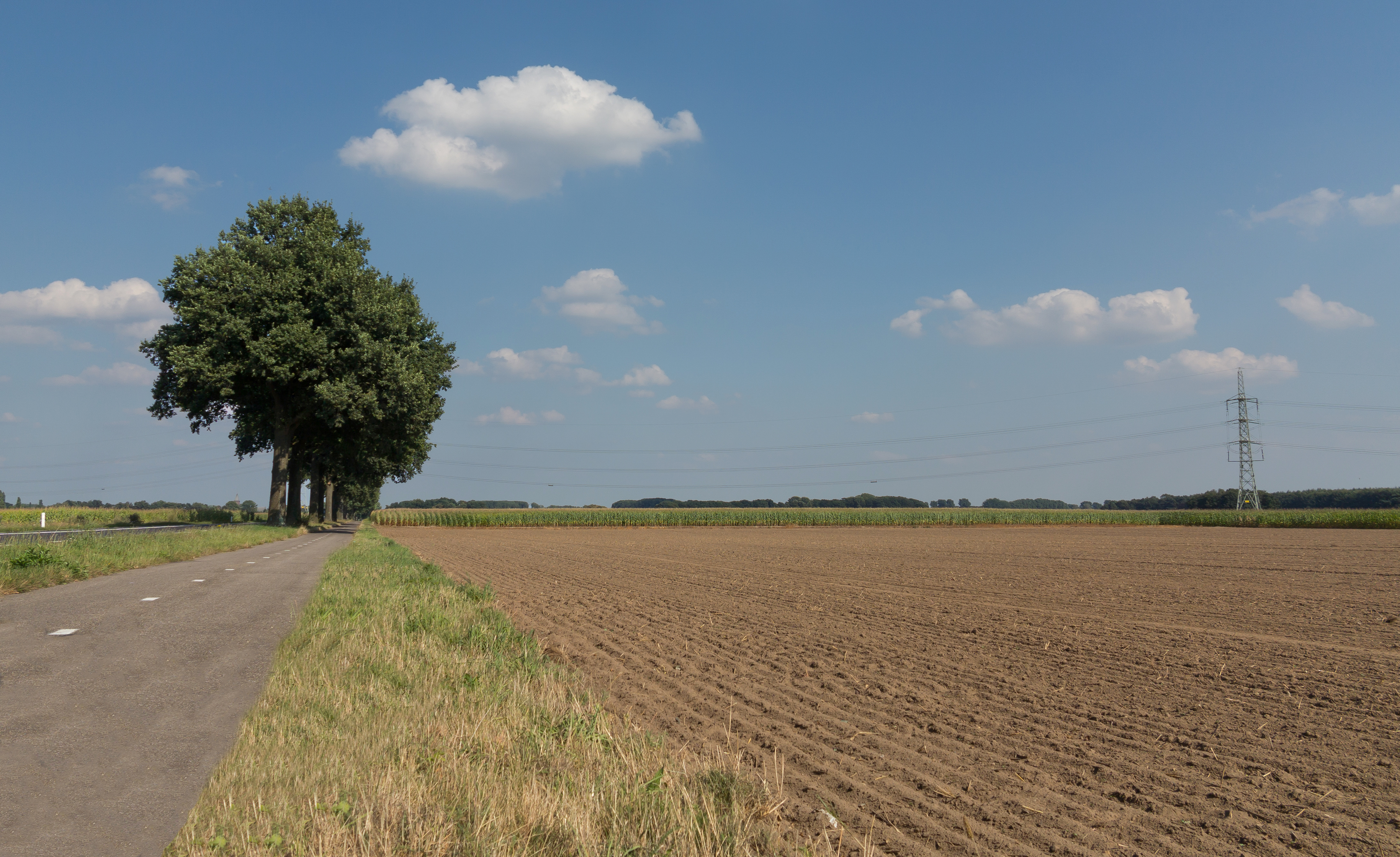
Panorama près Posterholt

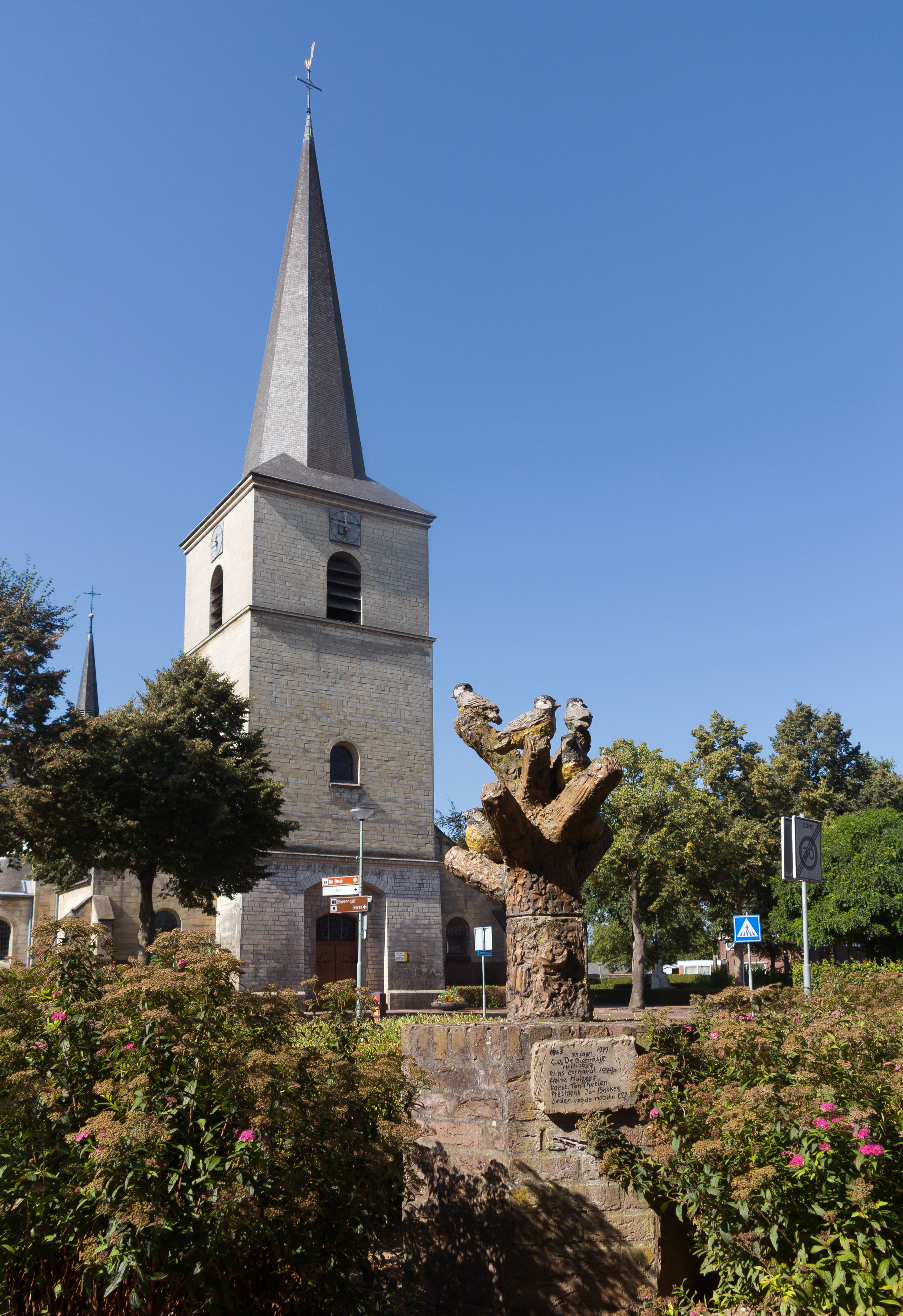
carnaval sculpture et l'église (de Sint-Matthiaskerk)

## Histoire
Posterholt a été une commune indépendante jusqu'au 1er janvier 1991. À cette date, elle fusionna avec Montfort et Sint-Odiliënberg pour former la nouvelle commune d'Ambt Montfort, qui a existé jusqu'en 2007.